# Carlota de Valois
Carlota de Valois (probablemente nacida en septiembre de 1446, Rouvres - la noche del 31 de mayo al 1 de junio de 1477) fue una noble francesa, hija legitimada de Carlos VII de Francia y Agnès Sorel, favorita del rey de Francia.
A pesar de su condición de bastarda, se decía que Carlota era apreciada por la esposa de su padre, la reina María de Anjou. El 1 de marzo de 1462 fue casada con el senescal de Normandía y conde de Maulévrier, Jacques de Brézé (alrededor de 1440-1494). De esta unión nacerían cinco hijos, uno de ellos Luis de Brézé que se casaría en segundas nupcias con Diane de Saint-Vallier (luego conocida como Diana de Poitiers). 
Carlota de Valois fue asesinada por su marido, quien la atravesó con su espada la noche del 31 de mayo al 1 de junio de 1477, al sospechar que tenía una aventura con uno de sus escuderos, Pierre de Lavergne. El hecho ocurrió en la granja de la Corona en Rouvres (Eure y Loir) y 
fue enterrada en la abadía benedictina de Coulombs. 